# Могриця
Мо́гриця — село в Україні,  у Юнаківській сільській громаді Сумського району Сумської області. Населення становить 35 осіб. До 2020 орган місцевого самоврядування — Могрицька сільська рада.

## Географія
Село Могриця лежить на правому березі річки Псел, вище за течією на відстані 6 км розташоване село Запсілля, на протилежному березі — село Велика Рибиця.
До села примикає великий лісовий масив (дуб).

## Історія
Село Могриця засноване у 1672 році. Поблизу села виявлене городище і селище сіверян (VIII—X ст.), а також курганний могильник.
Згідно перепису 1782 року слобода Могриця входила до складу Миропільського повіту Харківського намісництва і належала Голіцину Олександру Михайловичу, кількість мешканців становила 1687 душ (853 чол. і 834 жін. статі).
Згідно перепису 1811 року слобода Могриця входила до складу Сумського повіту Слобісько-Української губернії і належала князю Голіцину Михайлу Андрійовичу, кількість чоловічого населення складала 1079 душ.
12 червня 2020 року, відповідно до розпорядження Кабінету Міністрів України № 723-р «Про визначення адміністративних центрів та затвердження територій територіальних громад Сумської області», село увійшло до складу Юнаківської сільської громади.
19 липня 2020 року, в результаті адміністративно-територіальної реформи та ліквідації Сумського району(1923—2020), увійшло до складу новоутвореного Сумського району.
23 лютого 2023 року рішенням №4 Юнаківської сільської ради «Про перейменування вулиць та провулку в населених пунктах Юнаківської сільської територіальної громади» вирішено перейменувати вулиці села без зміни нумерації будівель, відповідно з вулиці Суджанської на вулицю Лісову; з вулиці Першотравневої на вулицю Травневу; з вулиці Гагаріна на вулицю Миру.

#### Російське вторгнення в Україну (з 2022)
4 травня 2022 року між 6 та 7-ю годинами ранку російські війська двічі атакували кордон у Сумської області. За інформацією Державної прикордонної служби України окупанти з літаків били на ділянці відділу прикордонної служби «Юнаківка» Сумського прикордонного загону. Зі слів голови Сумської ОВА Дмитра Живицького, між 6 та 7 ранку відбувся артобстріл з «Градів» вздовж кордону біля Юнаківки. Також кілька вистрілів з вертольоту було по території біля Могриці. За даними відомства, внаслідок обстрілів жертв чи пошкоджень об'єктів інфраструктури не було.
Російські окупанти в понеділок із дрона скинули вибухівку в Юнаківській громаді Сумської області, внаслідок обстрілу загинув чоловік, повідомляє пресслужба ОВА.
"Ворог продовжує вбивати мирних людей у Сумській області. Сьогодні росіяни скинули вибухівку з дрона на околиці Могриці в Юнаківській громаді", - йдеться в повідомленні.
14 липня 2024 року село обстріляли російські агресори. Зафіксовано 2 вибухи, ймовірно міномет 120 мм.
1 серпня 2024 року село знову обстріляв російський агресор. Зафіксовано 2 обстріли: 3 вибухи, ймовірно ФПВ-дрон.
4 серпня 2024 року населений пункт зазнав чергового обстрілу російськими військами. Зафіксовано 1 вибух, ймовірно скид ВОГ з БПЛа.
8 серпня 2024 року російські окупанти скоїли черговий злочин проти мирного населення. Внаслідок авіаудару по селу загинули двоє людей: 22-річний чоловік та його 6-річна сестра. Як повідомив голова Сумської ОВА Володимир Артюх під час марафону «Єдині новини», брат і сестра перебували на подвір’ї школи, яка була повністю знищена в результаті ворожого обстрілу. За уточненими даними загинули два брати - шестирічний Дмитро та 23-річний Богдан Шаповали.
11 серпня 2024 року село вчергове обстріляв агресор. Як повідомили в оперативному командуванні “Північ” зафіксовано 1 вибух, ймовірно КАБ.
17 серпня 2024 року оперативне командування «Північ» повідомило про обстріли Сумської області. Серед постраждалих населених пунктів село Могриця – 1 вибух, ймовірно КАБ.

## Пам'ятки природи та історії
Неподалік від села розташований ботанічний заказник загальнодержавного значення «Банний Яр». Це — старий ліс з крутоярами та балками. У цих лісах збереглись реліктові рослини — лунарія, папороть страусине перо. Основні породи дерев — дуб, клен, граб, липа.
Поблизу Могриці та Запсілля є крейдяні та вапняні кар'єри з обпалювальними печами, тут виявлена значна кількість палеонтологічних знахідок.

## Відомі люди
- Лиховид Михайло Степанович (1922—1944) — радянський військовий льотчик, Герой Радянського Союзу, посмертно.
- Лушпа Михайло Панасович (1920—2007) — комуністичний та господарський діяч у Конотопі та Сумах.

## Зображення

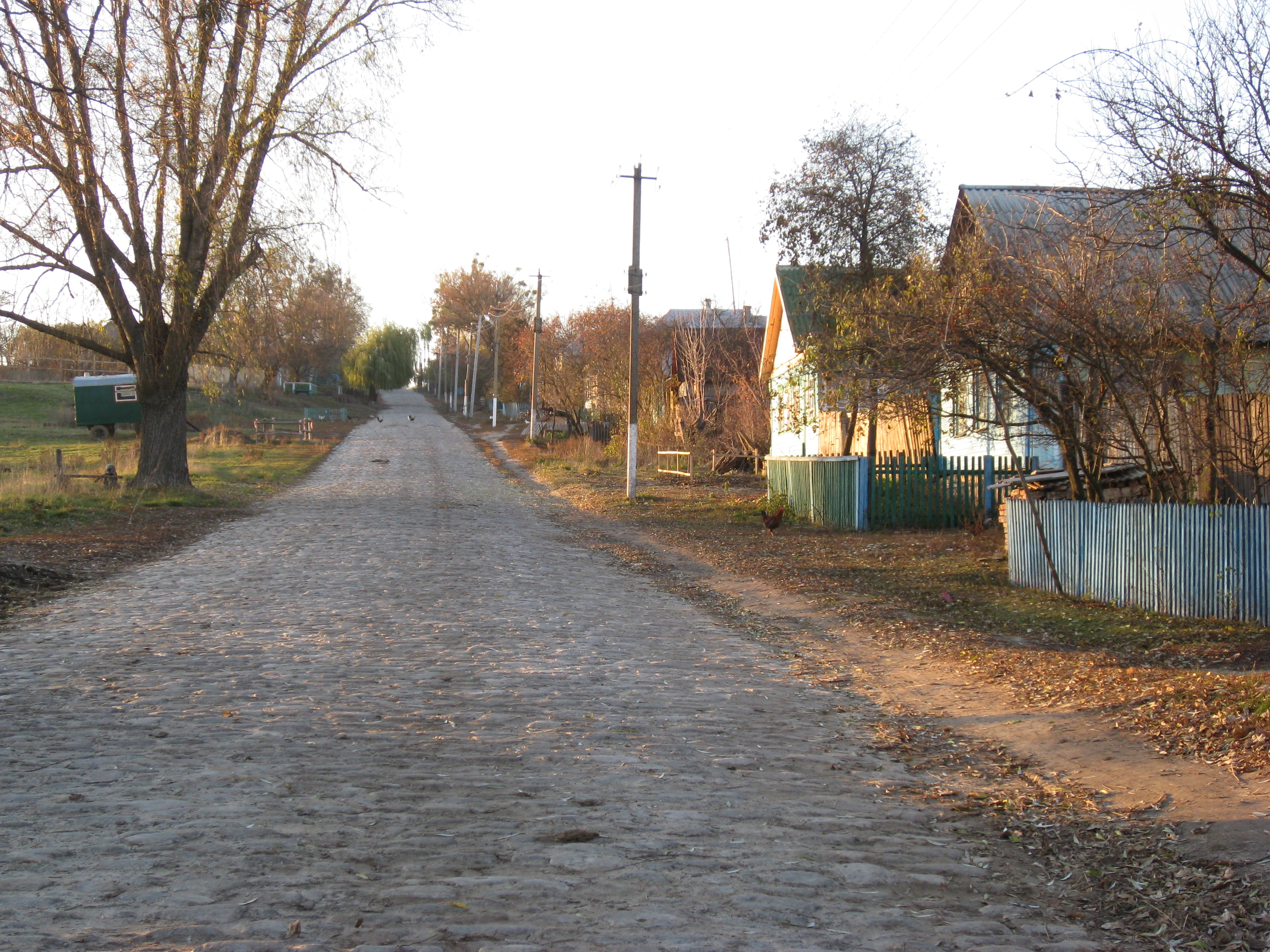
Вигляд центральної вулиці (північна частина села)
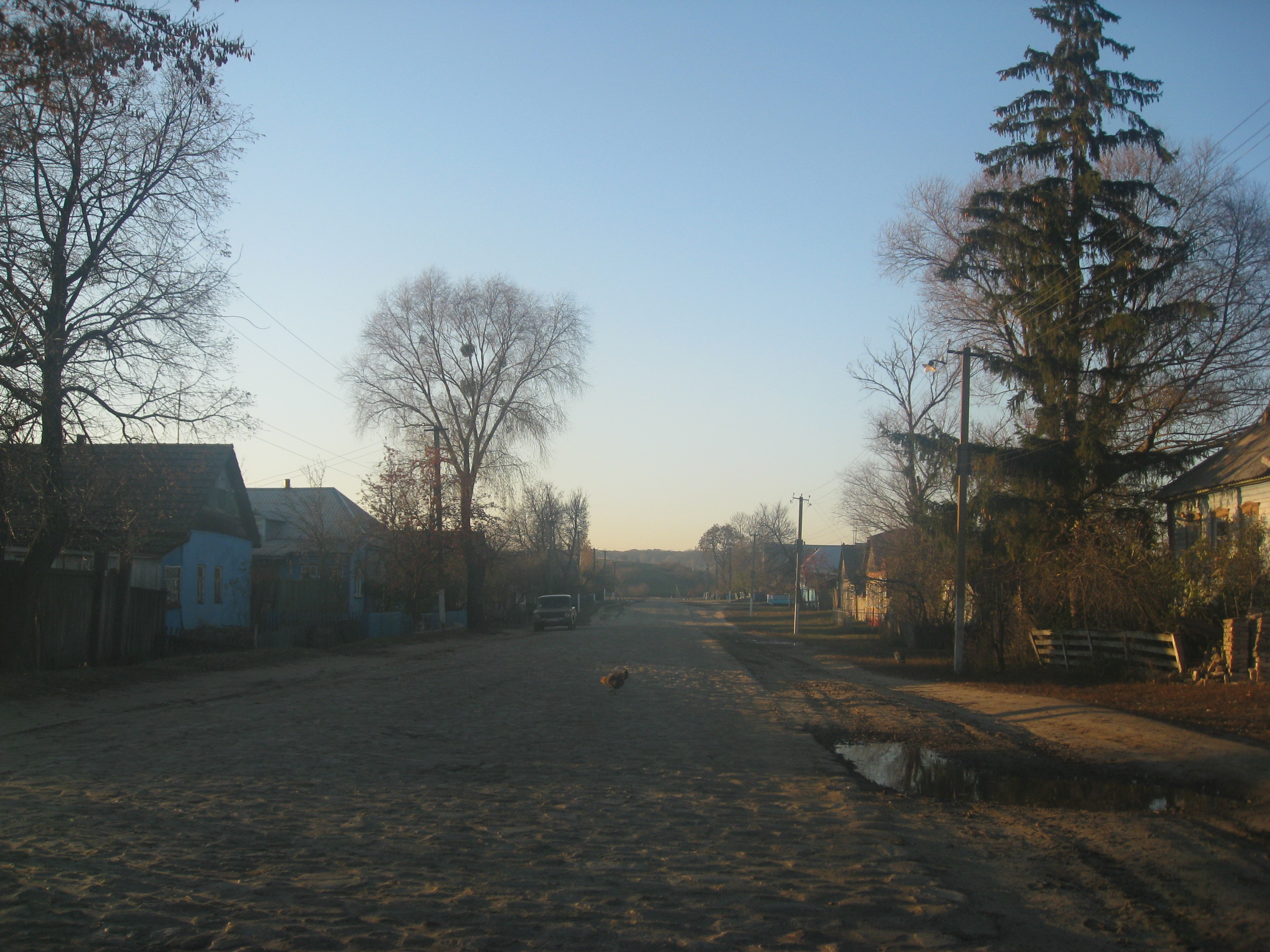
Вигляд центральної вулиці (південна частина села)